# Paolo Antonio Rolli
Pour les articles homonymes, voir Rolli.
Ne doit pas être confondu avec Antonio Rolli.
Paolo Antonio Rolli (Rome, 13 juin 1687 – Todi, 20 mars 1765) est un poète et librettiste d'opéra italien du XVIIIe siècle.

## Biographie
Paolo Antonio Rolli nait à Rome le 13 juin 1687, d’une famille patricienne. Après avoir fait ses premières études à Rome, il devint l’un des élèves du célèbre Gian Vincenzo Gravina, qui fortifia son goût pour les lettres, et s’attacha surtout à cultiver ses dispositions pour la poésie. Nourri de la lecture des anciens, et doué de beaucoup d’esprit et d’imagination, il mérita bientôt d’illustres protecteurs. Il fut conduit à Londres par Richard Boyle, et chargé de donner des leçons de littérature italienne au prince de Galles, dont bontés le fixèrent en Angleterre. Pendant cette période, il écrit des livrets pour de nombreux opéras italiens, et notamment, pour Georg Friedrich Haendel, ceux de Floridante (1721), Muzio Scevola (1722), Riccardo Primo (1927) et Deidamia (1741). Il travaille aussi souvent pour Giovanni Bononcini, écrivant ou adaptant de nombreux livrets et notamment celui de son populaire Griselda (1722). Outre cette activité de librettiste, il écrit des poèmes, des textes de cantates, des satires et des traductions. Quand l’âge lui rendit nécessaire un climat plus doux, il revint en Italie, et s’établit à Todi, où il meurt  le 20 mars 1765, à l'âge de 77 ans.
Rolli, que ses compatriotes placent à côté de Chiabrera, semble avoir pris pour modèles Anacréon et Catulle. Plusieurs de ses chansons ne sont point indignes du poète de Téos ; et ses hendécasyllabes ont toute la grâce et la facilité de ceux de l’amant de Lesbie. Littérateur instruit et laborieux, on doit à Rolli d’excellentes éditions, des Satires de l'Arioste, Londres, 1716, in-8° ; de la traduction italienne de Lucrèce de Marchetti, ibid., 1717, in-8° ; des Poésies burlesques de Berni, ibid., 1721-24, 2 vol. gr. in-8°, et dú Décaméron de Boccace, ibid., 1725, in 4°, 1737, 2 vol. in-12. Ces deux éditions reproduisent le texte de celle des Giunti, 1527, que l’on regarde comme la plus correcte de cet ouvrage. Il a traduit en vers sciolti Le Paradis perdu de Milton. Les six premiers livres parurent à Londres, en 1729, gr. in-4°. L'ouvrage entier fut publié dans la même ville, en 1735, in-fol. Cette version, dont on fait beaucoup de cas, a été réimprimée à Paris, 1740, 2 vol. in-12 ; Vérone, 1742, in fol. Il a donné, en outre, des traductions italiennes des Reliquiæ antiquæ urbis Romæ par Bonaventura van Overbeek, Londres, 1739, in-8° ; des Odes d’Anacréon (en vers sciolti), ibid., 1739, in-8° ; des Bucoliques de Virgile, ibid., 1742, in-8° ; de la Chronologie de Newton, 1757, in-8°. Les Rime de Rolli, dont la première édition est de Londres, 1717 in-4°, ont été souvent réimprimées, avec des additions, tant en Angleterre qu’en Italie. L’édition de Venise, 1753, 3 part. in-8°, est l’une des plus complètes. Le 1er vol. contient les traductions des Bucoliques de Virgile et d’Anacréon, et quelques Élégies : les deux suivants renferment des Sonnets, des Madrigaux, des Hendécasyllabes et des Chansons. On doit encore à Rolli l’Examen de l'Essai sur la poésie épique par Voltaire (en anglais), Londres, 1728, in-8° ; trad. en français par l’abbé Antonini, Paris, même année, in-12. Rolli était membre de la Royal Society de Londres, des Intronati de Sienne, de l’académie Quirinale, et de celle des Arcadiens de Rome.